# New Jersey Transit

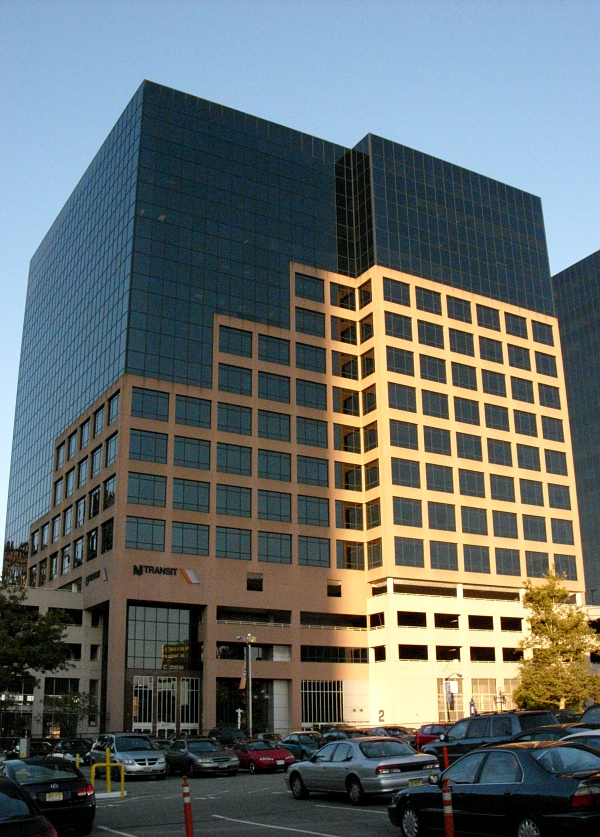
Edificio-sede de la 'NJ Transit' en Newark, NJ, Estados Unidos.

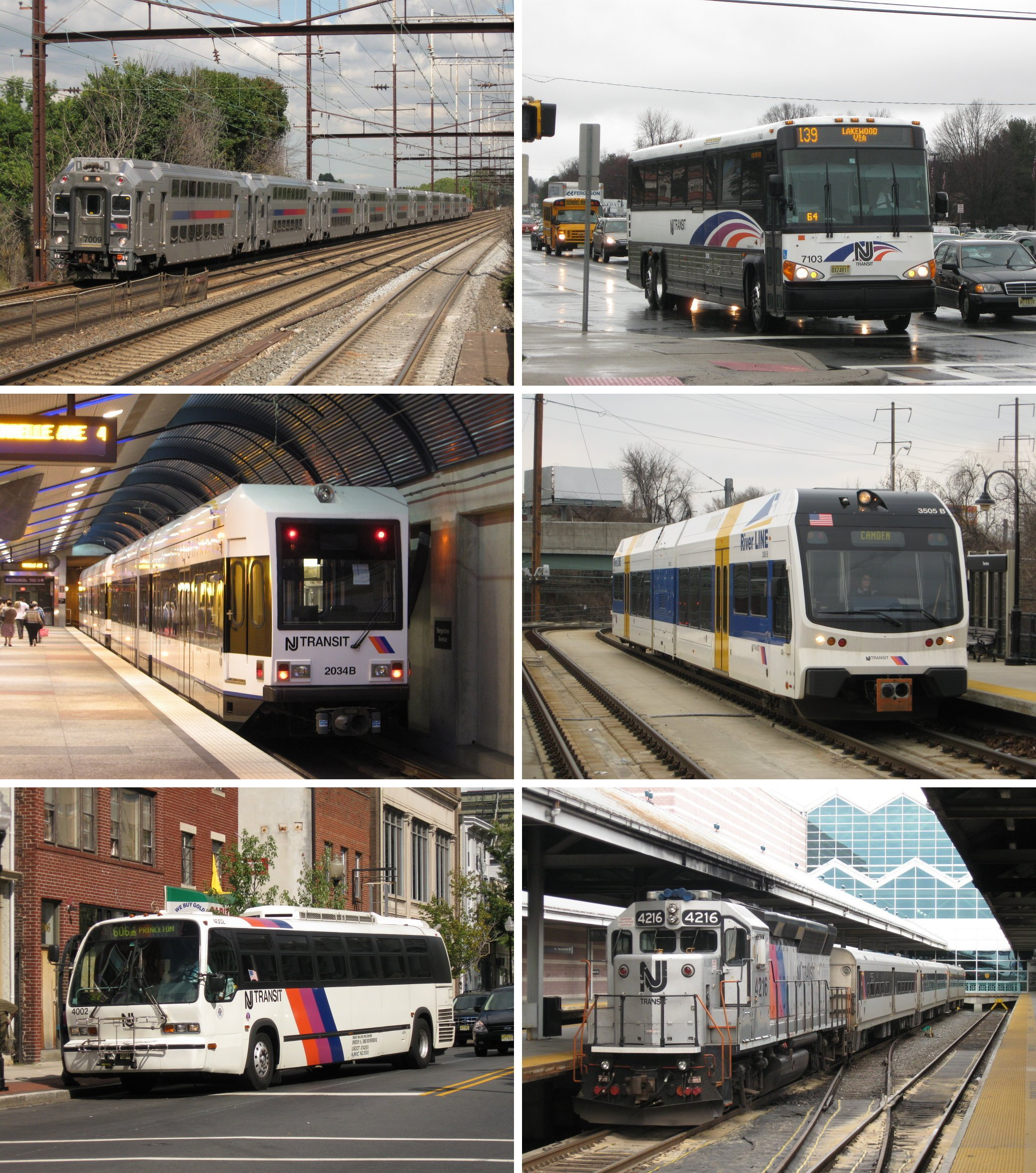
Trenes, tren-trams, y autobuses, de la 'New Jersey Transit'.

New Jersey Transit o NJ Transit (en español:Tránsito de Nueva Jersey) es la compañía estatal de transporte público en el estado de Nueva Jersey en los Estados Unidos. Formada en 1979, la compañía maneja varios trenes, autobuses, y tranvías en todas partes del estado. Es la única compañía pública de transporte en los EE. UU. que cubre un estado entero. Su lema oficial es "The Way to Go" ("La forma de ir" en español).
Sus servicios incluyen:
- Varios trenes en el norte de Nueva Jersey que conectan Newark, Trenton, Hoboken, Nueva York, y otras ciudades.
- Una línea ferroviaria en el sur que conecta Atlantic City y Filadelfia.
- Una línea ferroviaria, localizada a lo largo del río Delaware y llamada el River Line (o línea del río), que conecta Trenton y Camden.
- Un sistema de ferrocarril subterráneo y de tranvía en Newark, llamado Newark Light Rail.
- Un sistema de tranvía en Jersey City y el condado de Hudson, llamado el Hudson-Bergen Light Rail (o tranvía de Hudson y Bergen).
- Varios autobuses locales en todas partes de Nueva Jersey.